# چنینی
چنینی (انگلیسی: Haecceity)، چنینی (هذیّت‏) (This -ness) اسمی است که از «این» مشتق شده است و به چیزی گفته می‌شود که به موجب آن، شیء همان شیء است و نه شیء دیگری.

## دانس اسکوتوس
دانس اسکوتوس (دونس سکات) «John Duns Scotus» که لفظ لاتین «Ecceitas» را وضع نموده و به این عنوان تعریف کرده است:
مفهوم این لفظ دال بر منشأ تشخص ذاتی است یعنی دالّ بر چیزی است، که به موجب آن، طبیعت شیء تعیین می‌شود.

## چنینی
چنینی (هذیّت‏)، دال بر واقعیتی است که شیء به موجب آن، چنین شده است و به نحو دیگری نیست. و مبدأ تفرد و تشخص ذاتی است.

## چنینی اشیاء
صور نوعیه که حافظ وحدت نوعیه اند و فصل اخیر اشیاء هستند که ثابت بوده و حافظ چنینی «هذیت» اشیاء بوده و واجد جمیع مراتب وجود در تمام اشیاء فصل الفصول و فصل آنهایند.